# 座旗二
天貓座16，又名BD+45 1367，HD 50973、SAO 41463、HR 2585，是天貓座的一颗恒星，视星等为4.9，位于銀經171.55，銀緯19.87，其B1900.0坐标为赤經6h 50m 19.3s，赤緯+45° 19.87′ 27″。